# Тригидрид нептуния
Тригидри́д непту́ния — бинарное неорганическое соединение
нептуния и водорода
с формулой NpH3,
чёрные кристаллы с металлическим блеском.

## Получение
- Реакция водорода и металлического нептуния:

{\displaystyle {\mathsf {2Np+3H_{2}\ {\xrightarrow {T}}\ 2NpH_{3}}}}

## Физические свойства
Тригидрид нептуния образует чёрные, с металлическим блеском кристаллы гексагональной сингонии, пространственная группа P 63/mmc, параметры ячейки a = 0,3771 нм, c = 0,6713 нм, Z = 2.
Склонен к образованию соединений переменного состава NpH2,3÷3. Соединения с низким содержанием водорода (вплоть до дигидрида нептуния) образуют кристаллы кубической сингонии.

## Химические свойства
- Разлагается при сильном нагревании:

{\displaystyle {\mathsf {2NpH_{3}\ {\xrightarrow {300^{o}C}}\ 2Np+3H_{2}}}}

## Применение
- Используется для синтеза других соединений нептуния.